# Ábrahám János (orvos)
Ábrahám János (Budapest, 1903. június 28. – Budapest, 1940. szeptember 20.) orvos, szülész-nőgyógyász.

## Élete
Örmény eredetű családban született, 1927-ben kapott általános orvosi diplomát a Pázmány Péter Tudományegyetemen. Később letette a szülész-nőgyógyász szakorvosi vizsgát is. 1927 és 1936 között a Pázmány Péter Tudományegyetem Szülészeti Klinikán mint egyetemi tanársegéd dolgozott, 1936-tól 1940-ig magánpraxist működtetett Budapesten. Munkásság kiterjedt a szülészeti komplikációk műtéti megoldásaira, valamint a súlyos szívbetegségek és a terhesség összefüggéseinek vizsgálatára.

## Főbb művei
- Koponya mellett előesett kar szülészeti jelentősége (Orvosképzés, 1934)
- Magas, egyenes állás fejtetőtartás mellett (Orvosképzés, 1935)
- Terhesség és szívbaj (Orvosképzés, 1936)